# Nachsaison

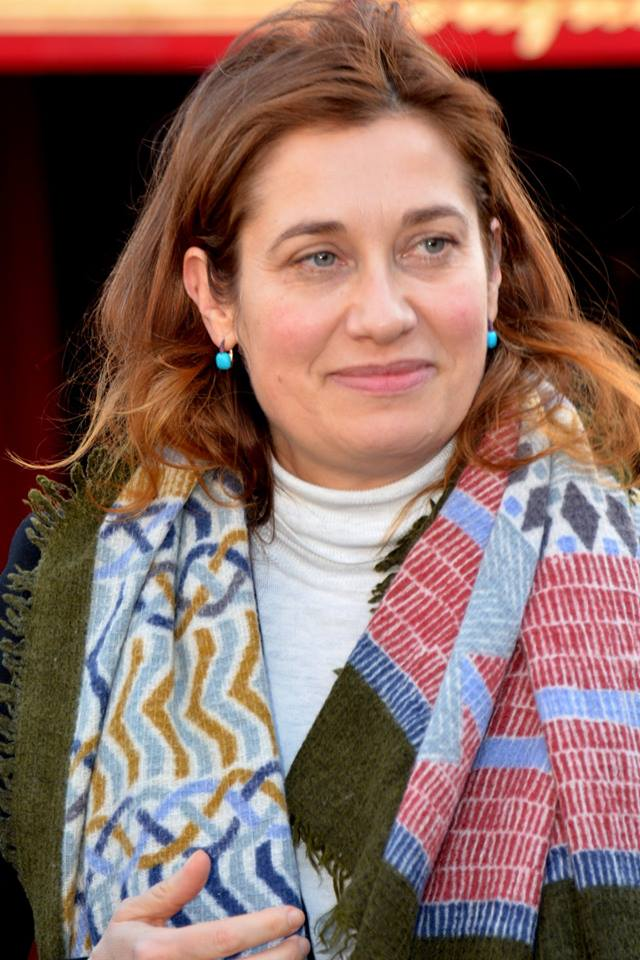
Emmanuelle Devos spielt Carole (Foto von 2018)

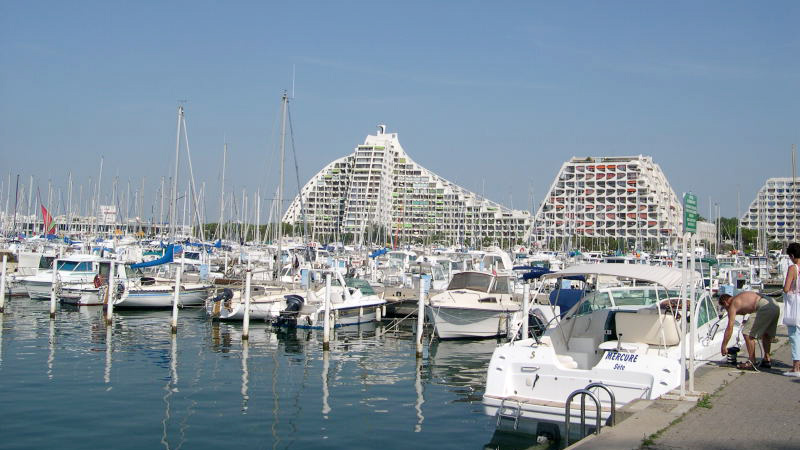
Viele Szenen spielen in einem Ferienwohnungskomplex (Drehort La Grande Pyramide in La Grande-Motte)

Nachsaison ist ein französischer Fernsehfilm aus dem Jahr 2021. Der Film wurde am 26. November 2021 erstmals im Abendprogramm von Arte ausgestrahlt.

## Handlung
Das Ehepaar Carole und Richard befindet sich in einer prekären Lage. Sie sind seit 27 Jahren verheiratet und haben ihre aufgebaute Firma samt Vermögen an einen gierigen Vermögensverwalter verloren, den beide nur „die Ratte“ nennen. Auch ihren Sohn haben sie verloren, der an einer Überdosis gestorben ist. Jetzt wohnen sie gezwungenermaßen in der Ferienwohnung von Richards Vater in La Grande-Motte und kommen kaum über die Runden, Richard hat als Immobilienmakler auf Probe kaum Erfolg. Carole muss teilweise stehlen, die beiden streiten sich oft, deswegen nistet sich Richard jetzt erst einmal für eine Nacht in einem Hotel ein. Am Abend kann Carole gerade noch vom Sprung in die Tiefe abgebracht werden, als sie merkt, dass jemand sie aus einer anderen Wohnung beobachtet.
Als Carole am nächsten Tag in der Wohnung einer Nachbarin, die gerade im Krankenhaus liegt, nach dem Rechten schaut, entdeckt sie dort Anthony. Dieser wurde angeschossen und sie nimmt den Verletzten mit in ihre Wohnung. Er hatte sie am Vorabend beobachtet. Anthony erzählt, dass er einen Juwelier überfallen hat, da er Geld brauchte. Carole macht den Vorschlag, gemeinsam mit ihm ein Casino zu überfallen, um ihre Geldsorgen zu lösen. Doch darauf geht er nicht ein. Er erkennt auf einem Foto seinen alten Freund Richard, mit dem er früher wilde Dinge erlebt hat. Als Richard zurückkommt, ist die Überraschung groß, Anthony hier anzutreffen. Anthony erzählt ihm, dass er seinen Gangsterboss an die Polizei verriet und deswegen von ihm ausgeschaltet werden soll. Er bietet an, dass Richard einen zurückgelassenen Koffer aus der Wohnung seiner Nachbarn stehlen soll und sie die 250.000 Euro dann teilen. Als Carole davon erfährt, beschließt sie, den Koffer gemeinsam mit Richard zu holen.
Am nächsten Morgen machen sich die beiden auf den Weg und es gelingt ihnen tatsächlich, unbemerkt an den Koffer zu gelangen und mit diesem zurück in den Ferienwohnungskomplex zu fahren. Als sie vor der Tür der Ferienwohnung hören, dass Anthony Besuch erhalten hat, verstecken sie sich in der Wohnung der im Krankenhaus liegenden Nachbarin und holen ein Fernglas. Sie beobachten, dass Anthony von seinem Boss Besuch bekommen hat, der an den Koffer möchte, in welchem sich tatsächlich Rauschgift befindet. Dann taucht in der Situation auch noch „die Ratte“ auf, der die letzten Formalitäten mit Carole und Richard heute klären will. Es kommt zu Streitigkeiten, schließlich wird Anthony von seinem Boss erschossen. Im Anschluss bedrängt der Boss Carole und Anthony. Als er gerade beide niedergeschlagen hat, wird er von „der Ratte“ mit einem Hammer erschlagen. Zu dritt schleppen sie den Toten in ihre Wohnung. Dort erpressen Carole und Richard die Ratte mit Fotos, die sie von der Aufräumaktion gemacht haben, und dem Hammer mit seinen Fingerabdrücken. So erhalten sie von ihm per Überweisung sofort 200.000 Euro. Im Gegenzug übergeben sie ihm den Hammer.

## Synchronisation
Die deutsche Synchronisation übernahm die Studio Hamburg Synchron GmbH. Das Dialogbuch schrieb Jürgen Wilhelm, der auch Dialogregie führte.
| Schauspieler     | Rolle                 | Deutsche Stimme      |
| ---------------- | --------------------- | -------------------- |
| Emmanuelle Devos | Carole                | Dorette Hugo         |
| Éric Caravaca    | Richard               | Frank Röth           |
| Simon Abkarian   | Anthony               | Oliver Siebeck       |
| Robert Plagnol   | Michaux („Die Ratte“) | Jaron Löwenberg      |
| Stefan Crepon    | Victor                | Tim Schwarzmaier     |
| Lise Lamétrie    | Madame Zambeaux       | Ulrike Möckel        |
| Igor Skreblin    | Darius                | Hanns-Jörg Krumpholz |
| Christophe Tek   | Vasseur               | Tobias Nath          |
| Louis Beyler     | Monsieur Bekmezian    | Hans Bayer           |

## Produktion
Der Film wurde in La Grande-Motte und in Montpellier gedreht.

## Rezeption

### Kritiken
Die Kritiker der Fernsehzeitschrift TV Spielfilm vergeben für den Film einen Daumen nach oben. Sie beschreiben den Film als „[z]ugleich stilles Drama und skurrile Gangsterkomödie“, ein „fein gespieltes Melodram mit einer Prise Humor“. Die Szenerie im verregneten, fast menschenleeren Ferienort erinnere an ein Kammerspiel, die surrealen Momente würden sich sauber in die unaufgeregte Handlung der Geschichte einfügen. Sie empfehlen den Zuschauern, auch beim Abspann dranzubleiben.
Das Lexikon des internationalen Films gibt dem Film 3 von 5 Sternen und schreibt: „Augenzwinkernde Verknüpfung einer Komödie um sympathische Verlierer mit Thriller-Elementen, die den Schauplatz des außersaisonalen Ferienorts stimmungsvoll einbettet. Zwar bleibt im Plot einiges vage und unaufgelöst, doch entschädigen die Darsteller dafür mit lustvollem Spiel.“
Oliver Armknecht beschreibt den Film bei film-rezensionen.de als ein verschiedene Genres verbindendes Werk: Drama, Krimi, Thriller und Komödie. Allerdings könnte man es als Manko ansehen, dass der Film dadurch „in keine Richtung wirklich ausschlägt. Es wird nie richtig tragisch, nie richtig komisch, nie richtig spannend, was dann für einige unbefriedigend sein könnte.“ Für jemanden, der sich auf den Film mit dieser Besonderheit einlasse, empfiehlt Armknecht den Film. Dem Publikum dürfte es Spaß machen, die Protagonisten in ihrer heillosen Überforderung mit der Situation zu beobachten. Emmanuelle Devos ünd Eric Caravaca überzeugten in ihren Rollen, auch der surreale Ferienort mit grauem Himmel und ohne Menschen würde eine ganz besondere Atmosphäre erzeugen. Der Film erhält insgesamt 7 von 10 Punkten.